# Industrias Pesqueras
Industrias Pesqueras es una revista publicada en Vigo desde 1927.

## Historia
Fundada por José Barreras Massó, comenzó a publicarse el 15 de abril de 1927, bajo la dirección de Fernando de Miguel Rodríguez y posteriormente Valentín Paz Andrade. En la sección de conservas, y después en la dirección, trabajó Francisco Fernández del Riego. Contaba desde los primeros números con colaboradores gráficos como Castelao o Maside. Alfonso Paz-Andrade es el actual director.
Tiene una tirada de más de 5,000 copias. En 2002, conmemoró su 75 aniversario con una exposición en el Museo del Mar de Galicia.